# 스즈모토 아키호
스즈모토 아키호(일본어: 涼本 あきほ, 10월 16일~)는, 일본의 여성 성우이다. 현재 아트비전 계열 VIMS 소속이다. 도쿄도 출신이며, 아이돌마스터 샤이니 컬러즈의 아리스가와 나쓰하, 블루 아카이브의 스미 세리나로 유명하다.